# Lätt tungvikt i fristil i brottning vid olympiska sommarspelen 1976
Herrarnas brottningsturnering i fristil i viktklassen lätt tungvikt vid olympiska sommarspelen 1976 avgjordes i Maurice Richard Arena i Montréal.

## Medaljörer
| Klass         | Guld                              | Silver             | Brons                     |
| Lätt tungvikt | Levan Tediasjvili · Sovjetunionen | Ben Peterson · USA | Stelică Morcov · Rumänien |

## Resultat
Legend
- TF — Vinst genom fall
- IN — Vinst genom att motståndaren skadas
- DQ — Vinst genom passivitet
- D1 — Vinst genom passivitet, vinnaren är också passiv
- D2 — Båda brottarna förlorade på grund av passivitet
- FF — Vinst genom förverkande
- DNA — Anlände inte
- TPP — Totala straffpoäng
- MPP — Matchstraffpoäng

Straff
- 0 — Vinst genom fall, teknisk överlägsenhet, passivitet, skada och förverkande
- 0.5 — Vinst på poäng, 8-11 poängs skillnad
- 1 — Vinst på poäng, 1-7 poängs skillnad
- 2 — Vinst på passivitet, vinnaren är också passiv
- 3 — Förlust på poäng, 1-7 poängs skillnad
- 3.5 — Förlust på poäng, 8-11 poängs skillnad
- 4 — Förlust genom fall, teknisk överlägsenhet, passivitet, skada och förverkande

### Elimineringsrunda

#### Omgång 1
| TPP | MPP |                         | Poäng     |                                 | MPP | TPP |
| --- | --- | ----------------------- | --------- | ------------------------------- | --- | --- |
| 4   | 4   | Maurice Allan (GBR)     | 4 - 32    | Frank Andersson (SWE)           | 0   | 0   |
| 0   | 0   | Levan Tediasjvili (URS) | TF / 1:47 | Wayne Thomas (ISV)              | 4   | 4   |
| 4   | 4   | Peter Neumair (FRG)     | TF / 0:46 | Horst Stottmeister (GDR)        | 0   | 0   |
| 3   | 3   | Géza Molnár (HUN)       | 3 - 6     | Paweł Kurczewski (POL)          | 1   | 1   |
| 0   | 0   | Salah Uddin (PAK)       | TF / 3:53 | Dashdorjiin Tserentogtokh (MGL) | 4   | 4   |
| 4   | 4   | Keijo Manni (FIN)       | TF / 2:59 | Shukri Akhmedov (BUL)           | 0   | 0   |
| 1   | 1   | Ben Peterson (USA)      | 7 - 4     | Stelică Morcov (ROU)            | 3   | 3   |
| 0.5 | 0.5 | Bárbaro Morgan (CUB)    | 13 - 5    | İsmail Temiz (TUR)              | 3.5 | 3.5 |
| 0   | 0   | Yoshiaki Yatsu (JPN)    | TF / 8:32 | Alireza Soleimani (IRI)         | 4   | 4   |
| 4   | 4   | Michel Grangier (FRA)   | TF / 0:59 | Terry Paice (CAN)               | 0   | 0   |
| 0   |     | Ambroise Sarr (SEN)     |           | Bye                             |     |     |

#### Omgång 2
| TPP | MPP |                                 | Poäng     |                         | MPP | TPP |
| --- | --- | ------------------------------- | --------- | ----------------------- | --- | --- |
| 4   | 4   | Ambroise Sarr (SEN)             | TF / 3:59 | Maurice Allan (GBR)     | 0   | 4   |
| 4   | 4   | Frank Andersson (SWE)           | 2 - 16    | Levan Tediasjvili (URS) | 0   | 0   |
| 8   | 4   | Wayne Thomas (ISV)              | TF / 0:40 | Peter Neumair (FRG)     | 0   | 4   |
| 0   | 0   | Horst Stottmeister (GDR)        | DQ / 5:46 | Géza Molnár (HUN)       | 4   | 7   |
| 1   | 0   | Paweł Kurczewski (POL)          | TF / 1:50 | Salah Uddin (PAK)       | 4   | 4   |
| 8   | 4   | Dashdorjiin Tserentogtokh (MGL) | TF / 5:35 | Keijo Manni (FIN)       | 0   | 4   |
| 3   | 3   | Shukri Akhmedov (BUL)           | 13 - 14   | Ben Peterson (USA)      | 1   | 2   |
| 4   | 1   | Stelică Morcov (ROU)            | 9 - 8     | Bárbaro Morgan (CUB)    | 3   | 3.5 |
| 6.5 | 3   | İsmail Temiz (TUR)              | 7 - 13    | Yoshiaki Yatsu (JPN)    | 1   | 1   |
| 4   | 0   | Alireza Soleimani (IRI)         | 21 - 7    | Michel Grangier (FRA)   | 4   | 8   |
| 0   |     | Terry Paice (CAN)               |           | Bye                     |     |     |

#### Omgång 3
| TPP | MPP |                          | Poäng     |                         | MPP | TPP |
| --- | --- | ------------------------ | --------- | ----------------------- | --- | --- |
| 0   | 0   | Terry Paice (CAN)        | DQ / 5:20 | Ambroise Sarr (SEN)     | 4   | 8   |
| 8   | 4   | Maurice Allan (GBR)      | TF / 1:05 | Levan Tediasjvili (URS) | 0   | 0   |
| 4   | 0   | Frank Andersson (SWE)    | TF / 3:56 | Peter Neumair (FRG)     | 4   | 8   |
| 0   | 0   | Horst Stottmeister (GDR) | TF / 5:11 | Paweł Kurczewski (POL)  | 4   | 5   |
| 8   | 4   | Salah Uddin (PAK)        | TF / 5:17 | Keijo Manni (FIN)       | 0   | 4   |
| 7   | 4   | Shukri Akhmedov (BUL)    | DQ / 7:26 | Stelică Morcov (ROU)    | 0   | 4   |
| 2   | 0   | Ben Peterson (USA)       | 19 - 2    | Yoshiaki Yatsu (JPN)    | 4   | 5   |
| 3.5 | 0   | Bárbaro Morgan (CUB)     | TF / 2:55 | Alireza Soleimani (IRI) | 4   | 8   |

#### Omgång 4
| TPP | MPP |                         | Poäng     |                          | MPP | TPP |
| --- | --- | ----------------------- | --------- | ------------------------ | --- | --- |
| 3   | 3   | Terry Paice (CAN)       | 3 - 8     | Frank Andersson (SWE)    | 1   | 5   |
| 0   | 0   | Levan Tediasjvili (URS) | 17 - 3    | Horst Stottmeister (GDR) | 4   | 4   |
| 5   | 0   | Paweł Kurczewski (POL)  | TF / 0:57 | Keijo Manni (FIN)        | 4   | 8   |
| 2   | 0   | Ben Peterson (USA)      | TF / 7:39 | Bárbaro Morgan (CUB)     | 4   | 7.5 |
| 4   | 0   | Stelică Morcov (ROU)    | DQ / 8:36 | Yoshiaki Yatsu (JPN)     | 4   | 9   |

#### Omgång 5
| TPP | MPP |                        | Poäng     |                          | MPP | TPP |
| --- | --- | ---------------------- | --------- | ------------------------ | --- | --- |
| 7   | 4   | Terry Paice (CAN)      | DQ / 4:30 | Levan Tediasjvili (URS)  | 0   | 0   |
| 8.5 | 3.5 | Frank Andersson (SWE)  | 6 - 17    | Horst Stottmeister (GDR) | 0.5 | 4.5 |
| 8.5 | 3.5 | Paweł Kurczewski (POL) | 4 - 13    | Ben Peterson (USA)       | 0.5 | 2.5 |
| 4   |     | Stelică Morcov (ROU)   |           | Bye                      |     |     |

#### Omgång 6
| TPP | MPP |                          | Poäng  |                         | MPP | TPP |
| --- | --- | ------------------------ | ------ | ----------------------- | --- | --- |
| 7   | 3   | Stelică Morcov (ROU)     | 2 - 7  | Levan Tediasjvili (URS) | 1   | 1   |
| 7.5 | 3   | Horst Stottmeister (GDR) | 8 - 13 | Ben Peterson (USA)      | 1   | 3.5 |

### Sista omgångarna
| TPP | MPP |                         | Poäng  |                         | MPP | TPP |
| --- | --- | ----------------------- | ------ | ----------------------- | --- | --- |
|     | 1   | Ben Peterson (USA)      | 7 - 4  | Stelică Morcov (ROU)    | 3   |     |
| 6   | 3   | Stelică Morcov (ROU)    | 2 - 7  | Levan Tediasjvili (URS) | 1   |     |
| 2   | 1   | Levan Tediasjvili (URS) | 11 - 5 | Ben Peterson (USA)      | 3   | 4   |